# Syndabocken (film, 2023)
Syndabocken en svensk dramafilm från 2023. Filmen är regisserad av Axel Petersén som även skrivit filmens manus. Sigrid Helleday har producerat filmen för Fedra AB.
Filmen hade världspremiär på Toronto International Film Festival den 11 september 2023 och hade biopremiär i Sverige den 24 november 2023, utgiven av Triart Film. Inför Guldbaggegalan 2024 nominerades Syndabocken till nio priser varav den vann sju. Syndabockens sju Guldbaggar är rekord – ingen film har tidigare belönats med så många Guldbaggar.

## Handling
Filmen utspelar sig på Malta och kretsar kring bedragaren Dimman som anländer till ön för att överraska sin gamla vän och kollega på hans bröllop.

## Rollista (i urval)
- Joel Spira – Dimman
- Christopher Wagelin – Fredrik
- Julia Sporre – Sara
- Jacqueline Ramel – Kicki
- Michal Axel Piotrowski – Krumm
- Tommy Nilsson – Pierre
- Erica Muscat – Karmena
- Owen Sciriha – Nima
- Susanne Barklund – Mia
- Marcus Vögeli
- Isaac Borg